# Droyes
Droyes ist eine Ortschaft und eine ehemalige französische Gemeinde mit 418 Einwohnern (Stand: 1. Januar 2022) im Département Haute-Marne in der Region Grand Est.
Mit Wirkung vom 1. Januar 2016 wurden die bisherigen Gemeinden Puellemontier, Droyes, Longeville-sur-la-Laines und Louze zu einer Commune nouvelle mit dem Namen Rives Dervoises zusammengeschlossen und verfügen in der neuen Gemeinde über den Status einer Commune déléguée. Der Verwaltungssitz befindet sich im Ort Puellemontier.

## Lage
Das Dorf Droyrs liegt fünf Kilometer südlich des Lac du Der-Chantecoq, des größten französischen Stausees. Nachbarorte von Droyes sind Châtillon-sur-Broué im Nordwesten, Giffaumont-Champaubert und Planrupt im Nordosten, Montier-en-Der im Südosten, Puellemontier im Süden und Bailly-le-Franc im Westen.

## Bevölkerungsentwicklung
| Jahr      | 1962 | 1968 | 1975 | 1982 | 1990 | 1999 | 2008 | 2015 |
| --------- | ---- | ---- | ---- | ---- | ---- | ---- | ---- | ---- |
| Einwohner | 424  | 395  | 338  | 359  | 334  | 333  | 412  | 431  |

## Sehenswürdigkeiten
- katholische Pfarrkirche Notre-Dame-de-l’Assomption (Kirche Mariä Himmelfahrt), seit 1914 als Monument historique ausgewiesen

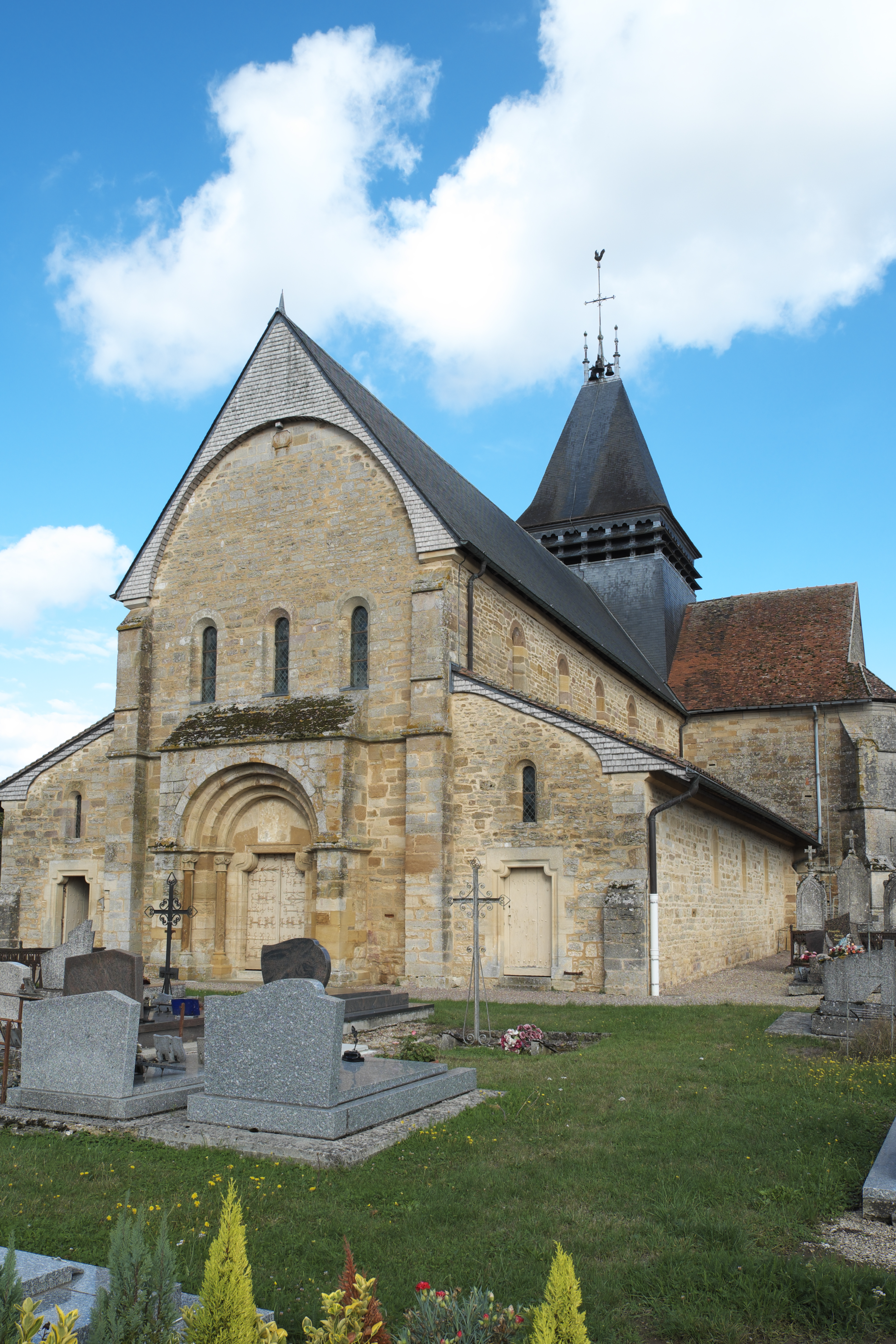
Kirche Notre-Dame-de-l’Assomption